# Novoivánovka (Sudzha)
Novoivánovka (en ruso: Новоивановка) es un pueblo ruso perteneciente al óblast de Kursk. Situado en el suroeste del país, forma parte del raión de Sudzha.

## Toponimia
Otro nombre de importancia local es Novoivánivka (en ucraniano: Новоіванівка).

## Geografía
Novoivánovka está situado a orillas del río Snagost, 18 km al noroeste de Sudzha. También se encuentra a 10 km de la frontera ruso-ucraniana.

## Historia
El 9 de agosto de 2024, el pueblo fue escenario de una incursión en la óblast de Kursk de las Fuerzas Armadas de Ucrania en el transcurso de la guerra ruso-ucraniana.El 15 de agosto, el gobierno ucraniano anunció la formación de una administración militar para brindar ayuda humanitaria a los civiles y mantener la ley y el orden, donde se integró a Novoivánovka. El 10 de diciembre de 2024, el think tank estadounidense, Instituto para el Estudio de la Guerra, que a su vez cita como fuente a blogueros militares rusos afirmó que las fuerzas rusas habían retomado el pueblo. El 12 de diciembre de 2024, las autoridades rusas anunciaron la liberación de la localidad de manos de las tropas ucranianas.

## Demografía
La evolución demográfica de Novoivánovka entre 2002 y 2010 fue la siguiente:
| 318                            | 228 |
| (Fuente: Population of Russia) |     |

En el censo de 2010, el 87% de la población eran rusos.

## Infraestructura

### Transporte
Novoivánovka se encuentra a 1 km de la carretera regional 38K-030 (Rylsk-Kórenevo-Sudzha).